# Тонкопряд хмелевой
Тонкопряд хмелевой (лат. Hepialus humuli) — вид бабочек из семейства Тонкопряды.
Ареал вида — умеренная Европа до Лапландии на севере и Южная Сибирь до Юго-Западной Якутии на востоке. Встречается на высоте до 2000 метров над уровнем моря.

## Описание
Самки заметно крупнее самцов. Кроме того, особи разных полов различаются и по окраске — самцы блестящие, серебристо-белые, а самки жёлтые с оранжевым рисунком (передние крылья) и коричневые (задние). Как обычно, брюшко самок более тяжёлое. Усики и у самок, и у самцов короткие. И самцы, и самки покрыты желтоватыми волосками, низ крыльев у обоих полов черновато-серый. Верх отличается: самцы снежно-белые, самки жёлтые с красными разводами. Задние крылья самок серые. Размах крыльев от 42 до 73 мм.

## Образ жизни
Имаго встречаются с конца мая до середины августа. Предпочитает летать в сумерках по влажным низменностях. С наступлением сумерек сначала вылетают самцы хмелевого тонкопряда, но летают недолго, быстро оседают здесь и там и начинают выделять ароматы, приводя в возбуждённое состояние самок, которые вылетают чуть позже. Далее происходит спаривание.
Гусеницы живут с августа по апрель (полтора года). Кормовые растения гусениц: хмель (Humulus lupulus), щавель, различные злаки и травы. После появления на свет и недолгого кормления, гусеницы зимуют, затем кормятся всё лето, взрослея до следующей осени, зимуют второй раз, а окукливаются только после этого на земле в трубкообразном гнёздышке. Гусеница желтоватая, с чёрными точками и бурой головой. Длина тела составляет 40 мм. Живёт в почве.
Белые, овальные яйца бабочка попросту разбрасывает на землю во время полёта. Всего количество яиц составляет от 200 до 1600, в среднем около 600 яиц. После откладки цвет яиц сменяется на блестяще чёрный. Гусеницы появляются в природе через 16—33 дня, в среднем через 15—20 дней.